# Nguyễn Hữu Dật
Nguyễn Hữu Dật (chữ Hán: 阮有鎰, 1603–1681) là đại công thần của chúa Nguyễn tại Đàng Trong thời Trịnh-Nguyễn phân tranh. Ông là người có công phò tá nhiều đời chúa Nguyễn, đánh lui nhiều cuộc Nam tiến của chúa Trịnh, giữ vững lãnh thổ Đàng Trong, được phong chức Chiêu Vũ hầu. Sau khi mất, ông được nhân dân ở Quảng Bình tiếc nhớ, gọi là Bồ Tát, lập đền thờ ở Thạch Xá Xạ.

## Dòng tộc
Theo phả hệ họ Nguyễn, Nguyễn Hữu Dật là cháu 18 đời của Định Quốc công Nguyễn Bặc thời nhà Đinh, và là cháu 7 đời của công thần Nguyễn Công Duẩn Nhà Lê sơ. Cũng theo phả hệ này thì chi của Nguyễn Hữu Dật và chi chúa Nguyễn (Nguyễn Kim, Nguyễn Hoàng) đều là con cháu Nguyễn Công Duẩn, nhưng chi của ông Dật là chi trên.

## Tiểu sử
Nguyễn Hữu Dật quê ở Gia Miêu ngoại trang, huyện Tống Sơn, tỉnh Thanh Hoá (nay là làng Gia Miêu, xã Hà Long, huyện Hà Trung, tỉnh Thanh Hoá). Cha ông là Nguyễn Triều Văn, tước Triều Văn hầu, theo chúa Nguyễn Hoàng vào Thuận Hóa từ năm 1609 và chính thức định cư tại huyện Phong Lộc tỉnh Quảng Bình.
Từ nhỏ, Nguyễn Hữu Dật đã tỏ ra là người thông minh lanh lợi. Được dạy dỗ từ nhỏ, năm 16 tuổi Hữu Dật đã sớm bộc lộ tài năng cả văn lẫn võ, thi đỗ khoá thi Hoa văn do chúa Nguyễn Phúc Nguyên tổ chức, rồi được bổ vào chức Tham cơ vụ. Nguyễn Hữu Dật cũng tỏ ra là người nhiều cơ mưu, đã dâng nhiều mẹo hay cho chúa Nguyễn đánh lui các đợt tấn công của quân Trịnh.
Năm 1627, chúa Trịnh Tráng mang quân Nam tiến lần thứ nhất. Nguyễn Hữu Dật được làm chức Giám chiến, cùng tướng Phúc Vệ mang quân ra đóng ở nam sông Gianh. Khi hai bên đang giằng co, ông sai người phao tin phía bắc Trịnh Gia, Trịnh Nhạc sắp dấy loạn. Trịnh Tráng nghi ngờ trong họ sinh biến nên hạ lệnh rút quân về.
Năm 1631, ông theo Đào Duy Từ đắp lũy Nhật Lệ (tục gọi là lũy Thầy), một chiến lũy quan trọng giúp quân Nguyễn, vốn có lực lượng mỏng hơn, cầm cự được với quân Trịnh trong các cuộc giao tranh. Năm 1634, Đào Duy Từ mất, Nguyễn Hữu Dật tiếp tục trùng tu lũy Thầy và lũy Trường Dục. Ông xây lũy Trường Sa (1633), An Náu (1660) Trấn Ninh (1662) và Sa Phụ (1662) để củng cố tuyến phòng thủ.
Trận đánh nổi tiếng nhất của Nguyễn Hữu Dật là năm 1648, cả cha con ông cùng ra quân. Nguyễn Triều Văn lĩnh quân thủy, Hữu Dật lĩnh quân bộ, đánh thắng quân Trịnh một trận lớn. Ông được chúa Nguyễn thăng chức cai cơ, làm Ký lục dinh Bố Chính.
Tương truyền mỗi lần được chúa Nguyễn ban thưởng, ông thường chia cho cấp dưới, nhất là những người nghèo khó, hoặc xét theo hoàn cảnh mà ban thưởng. Bởi vậy ông rất được lòng tướng sĩ và nhân dân. Không những thế, đối với tù binh, ông cũng đối xử rất nhân hậu.
Năm 1650, Nguyễn Hữu Dật định dùng kế trá hàng chúa Trịnh, viết thư hẹn về hàng Bắc Hà. Tôn Thất Tráng liền tâu chúa Hiền rằng ông muốn theo chúa Trịnh. Nguyễn Phúc Tần liền bắt giam ông. Trong ngục, ông viết tập thơ ‘‘'Hoa Văn cáo thị'’’, tỏ nỗi oan khuất. Chúa Hiền lại tha ông ra, sai làm tướng.
Năm 1661, ông được thăng làm chưởng cơ, trấn thủ dinh Bố Chính. Cuối năm đó con chúa Trịnh Tạc là Trịnh Căn mang quân vào đánh. Ông dùng kế "vườn không nhà trống", sai dồn hết dân vào trong lũy nên ít bị tổn hại. Sang năm 1662, ông cùng Nguyễn Hữu Tiến lại đắp thêm lũy Trấn Ninh và lũy Sa Phụ, làm thế ỷ dốc cứu ứng lẫn nhau cả đường thủy và đường bộ. Năm 1664, Hữu Tiến bị bệnh, ông được cử làm Chưởng dinh kiêm Tiết chế đạo Lưu Đồn.
Năm 1672, chúa Trịnh Tạc tấn công lũy Trấn Ninh hàng tháng không hạ được, đành rút quân về bắc. Từ đó hai bên đình chiến, lấy sông Gianh làm ranh giới.
Năm 1681, Nguyễn Hữu Dật mất tại đạo Lưu Đồn, thọ 78 tuổi. Chúa Nguyễn thương tiếc truy tặng ông là Chiêu quận công, thụy là Cần Tiết. Nhân dân quanh vùng cảm đức độ đã lập đền thờ ông ở xóm Bến, Vạn Xuân (huyện Phong Lộc), gọi là đền Tĩnh Quốc công.
Từ đó đến nay, tên của ông được đặt tên cho một số con đường và trường học tại Việt Nam.

## Các con
Nguyễn Hữu Dật có nhiều con, nổi tiếng nhất là Nguyễn Hữu Hào, Nguyễn Hữu Dũng và Nguyễn Hữu Kính (tức Nguyễn Hữu Cảnh), cùng nối chí ông làm võ tướng phò chúa Nguyễn. Cả ba người đều có công mở mang đất Nam Trung Bộ và Nam Bộ nước Đại Việt.